# Koutammakou
Die Kulturlandschaft Koutammakou liegt in der Kara-Region im Nordosten von Togo und im angrenzenden Atakora-Departement im Nordwesten von Benin. Sie ist seit 2004 eine Stätte des UNESCO-Weltkulturerbes und wurde 2023 um den beninischen Teil erweitert. Das Gebiet umfasst heute rund 271.826 Hektar.

## Beschreibung
Koutammakou ist die Heimat der Batammariba, die seit dem 17. oder 18. Jahrhundert in dieser Region leben. Die Batammariba sind für ihre charakteristischen, mehrstöckigen Lehmbauten bekannt, die als takienta (Plural: sikien) bezeichnet werden. Diese Häuser gelten als Nationalsymbol Togos und sind ein zentrales Element der regionalen Identität. In Togo wird die Region auch als Pays Tamberma bezeichnet, die Häuser sind dort als Tata bekannt.
Die Dörfer bestehen aus Gruppen dieser Lehmbauten, die die soziale Struktur der Batammariba widerspiegeln. Die sikien dienen als Wohn-, Wirtschafts- und Kultstätten. Viele sind zweigeschossig, mit zylindrischen Kornkammern und unterschiedlichen Dachformen (konisch oder flach). Ergänzt werden die Dörfer durch Zeremonienplätze, Quellen, Felsen und Bereiche für Initiationsriten. Die Landschaft ist geprägt von Feldern, Terrassen, Wasserreservoirs, heiligen Hainen und Plätzen für Rituale und Bestattungen.
Neben den sichtbaren Bauwerken ist Koutammakou auch reich an immateriellem Kulturerbe, darunter Glaubensvorstellungen, handwerkliche Fertigkeiten, Lieder, Tänze und traditionelle Sportarten. Die Batammariba pflegen eine enge Verbindung zwischen Mensch und Natur, die sich in Ritualen und dem Umgang mit der Landschaft ausdrückt.

## UNESCO-Welterbe
Koutammakou wurde aufgrund folgender Kriterien in die Welterbeliste aufgenommen:
- (v): Herausragendes Beispiel einer traditionellen Siedlungsform, die noch heute fortbesteht und nachhaltige, kulturell geprägte Praktiken widerspiegelt.
- (vi): Zeugnis der spirituellen Verbindung zwischen Mensch und Landschaft, sichtbar in der Harmonie zwischen den Batammariba und ihrer natürlichen Umgebung.

Mit der Erweiterung 2023 wurde das Ursprungsgebiet der Batammariba in Benin einbezogen, das seit dem 6. Jahrhundert besiedelt ist und wichtige religiöse Zentren wie Koubonku und Koubentiégou umfasst.

## Bedrohungen und Erhaltungsmaßnahmen
Die traditionellen Bauweisen und das kulturelle Erbe der Batammariba sind durch Abwanderung und Modernisierung gefährdet. UNESCO-Programme fördern die Weitergabe von Wissen und den Erhalt des immateriellen Kulturerbes, etwa durch Bildungsinitiativen und die Einbindung lokaler Handwerker.